# 力高地產
力高地產集團有限公司，簡稱力高地產集團和力高地產（英語：REDCO PROPERTIES GROUP LIMITED，港交所：1622），在1992年，由主席黃若虹，於總部泉州成立「福建泉州市力高裝璜有限公司」，其弟黃若青，也於泉州成立「泉州瑞峰房地產發展有限公司」。業務在內地房地产开发、物业管理及酒店运营。
股份在2014年1月30日於港交所主板上市。全球發售定價為2.1至2.6港元之間，發行新股為4億股，集資額為8.65億港元，用作公司已夠期訂立土地出讓合同、框架協議或意向書的房地產開發項目的新土地的土地使用權支付土地出讓金；和會用作集團營運資金及其他一般公司用途。

## 連結
- redco.cn（页面存档备份，存于）